# Rončevići
Rončevići, jedno od brojnih hrvatskih bunjevačkih plemena koja u drugoj polovici 17. stoljeća uz još neke skupine iz okolice Jasenica, Obrovca i Karina naseljavaju područje južno i istočno od Senjske Drage gdje se slično ostalim Bunjevcima bave stočarstvom, no kasnije ova plemena prave sebi stalna naselja. 
Suvremena populacija Rončevića u Hrvatskoj iznosi oko 2.000, i po brojnosti to je 213. prezime. Glavno im je središte maleno selo Kuterevo u Lici i Jasenice kraj Obrovca, ali većina živi u većim naseljima i gradovima, tako ih je u Zagrebu oko 300, u Zadru 160, Rijeci 90, Šibeniku 80.
Rončevića ima i Bačkoj gdje ih se dio odselio s ostalim bunjevačkim skupinama, a glavno središte im je Stanišić kod Sombora. Znatan dio živi ih i u Americi (oko 200), Australiji (oko 200) i Njemačkoj (oko 400), ukupno u 24 države. Prezime im se javlja i kao Roncevic, Roncevich, Roncewicz.

## Poznatiji Rončevići
- Slavko Rončević, političar, rođen 1910.
- Mirko Rončević, gospodarstvenik, rođen 1914.
- Milivoje Rončević, reprezentativac u padobranstvu, rođen 1937.
- Ivan Rončević, gradonačelnik i stomatolog, rođen 1944 Brezik Našički (Našice)
- Tomislav Rončević znanstvenik, rođen 1946, Jasenice
- Vladimir Rončević, novinar i urednik, rođen 1950., Rijeka
- Igor Rončević, likovni umjetnik, rođen 1951, Zadar
- Marija Rončević dr.med. specijalist školske medicine, rođena 1952. St. Topolje,
- Ivan Rončević, dipl.iur. rodj.1951.Brezik Nasicki
- Ivana Rončević Elezovic, dipl.povjesničarka umjetnosti i anglistica, prof.viša kustosica, rodjena 1977.u Sl.Brodu,
- Krešimir Rončević, dipl.komunikolog savjetnik menadjer, rodjen 1980.u Našicama,
- Berislav Rončević, saborski zastupnik, pravnik i ministar, rođen 1960, Borovik
- Hari Rončević, kantautor
- Ivan Rončević, filolog - Institut za slavistiku Sveučilišta u Beču, rođen 1983. Osijek

Prezime Rončević nose i neki Srbi kod Knina.